# Rám Nárájan
Rám Nárájan (hindiül: राम नारायण; IAST: Rām Nārāyaṇ) (Udaipur, 1927. december 25. – 2024. november 9.) indiai zenész, szárangijátékos. Gyakran Pandit Rám Nárájan néven emlegetik. A szárangi nevű vonós hangszer népszerűsítője a hindusztáni klasszikus zene világában és az első nemzetközileg elismert szárangi szólista.

## Életpályája
Nárájan Udaipurban született. Gyermekkorában kezdte a szárangi tanulását. Mesterei szarangi előadók és énekesek voltak. Már tizenévesként zenetanárként és vándormuzsikusként dolgozott. 1944-ben a lahori All India Radio alkalmazta énekelőadások kísérőjeként. India felosztását követően 1947-ben Delhibe költözött. Miután több kívánt lenni mint kísérő és mellékszereplő, 1949-ben Mumbaiba költözött hogy az indiai filmiparban vegyen részt.
Sikertelen 1954-es próbálkozása után, Nárájan 1956-ban kezdett szólistaként koncertezni, később teljesen feladta a kísérést. Elkezdett önálló lemezeket kiadni, a hatvanas években turnézott Amerikában és Európában. Indiai és külföldi tanítványai voltak, gyakran Indián kívül is fellépett, egészen a 2000-es évekig. 2005-ben elnyerte India második legrangosabb polgári érdemrendjét, a Padma Vibhúsant.

## Külső hivatkozások
- Marmaris escort